# Johannes Roberts
Johannes Roberts (Cambridge, 24 mei 1976) is een Brits filmregisseur, scenarioschrijver en producent.
Roberts is voornamelijk bekend met het genre horror. Hij regisseerde de film 47 Meters Down en het vervolg, evenals The Other Side of the Door, The Strangers: Prey at Night en Resident Evil: Welcome to Raccoon City. In 2011 regisseerde hij de televisiefilm Roadkill, uitgezonden op de Amerikaanse televisiezender Syfy en uitgebracht op dvd, met acteur Stephen Rea.

## Filmografie
Film
| Jaar | Titel                                  | Regisseur | Scenarist | Producer             | Opmerkingen       |
| ---- | -------------------------------------- | --------- | --------- | -------------------- | ----------------- |
| 2001 | Sanitarium                             |           |           |                      | Ook filmcomponist |
| 2004 | Hellbreeder                            |           |           |                      | Ook filmcomponist |
| 2004 | Darkhunters                            |           |           |                      | Ook filmcomponist |
| 2005 | Forest of the Damned                   |           |           |                      |                   |
| 2010 | F                                      |           |           |                      |                   |
| 2012 | Storage 24                             |           |           |                      |                   |
| 2016 | The Other Side of the Door             |           |           |                      |                   |
| 2017 | 47 Meters Down                         |           |           |                      |                   |
| 2018 | The Strangers: Prey at Night           |           |           |                      |                   |
| 2019 | 47 Meters Down: Uncaged                |           |           | Uitvoerend producent |                   |
| 2021 | Resident Evil: Welcome to Raccoon City |           |           |                      |                   |
| 2022 | V/H/S/99                               |           |           |                      | Een segment       |

Televisie
| Jaar | Titel           | Regisseur | Scenarist | Producer | Opmerkingen        |
| ---- | --------------- | --------- | --------- | -------- | ------------------ |
| 2006 | When Evil Calls |           |           |          | 2-delige miniserie |
| 2011 | Roadkill        |           |           |          | Televisiefilm      |